# Hobart (Oklahoma)
Hobart is een plaats (city) in de Amerikaanse staat Oklahoma, en valt bestuurlijk gezien onder Kiowa County.

## Demografie
Bij de volkstelling in 2000 werd het aantal inwoners vastgesteld op 3997.
In 2006 is het aantal inwoners door het United States Census Bureau geschat op 3771, een daling van 226 (-5,7%).

## Geografie
Volgens het United States Census Bureau beslaat de plaats een oppervlakte van
7,0 km², geheel bestaande uit land. Hobart ligt op ongeveer 473 m boven zeeniveau.

## Plaatsen in de nabije omgeving
De onderstaande figuur toont nabijgelegen plaatsen in een straal van 24 km rond Hobart.